# Hug II de Vermandois
Hug II de Vermandois fou un suposat comte de Vermandois i Valois. Se'l considera fill Raül I de Vermandois i d'Elionor de Blois. Hauria succeït al seu pare el 1152 i s'hauria fet monjo el 1160 sota el nom de Fèlix de Valois.
La seva existència sembla fictícia i podria ser una broma del segle xvi. Realment des de 1152 a 1167 el comte hauria estat el seu germà (germanastre) Raül II de Vermandois.